# Tic Tac (dulce)

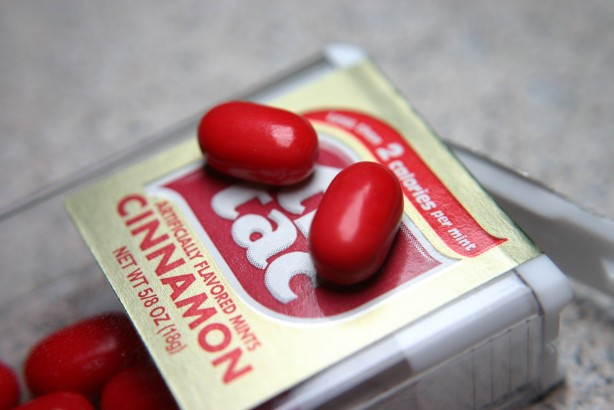
Tic-Tac sabor Canela

El Tic Tac es un chicle-caramelo masticable fabricado por el confitero italiano Ferrero.
En un principio fue introducido a los Estados Unidos[cita requerida] en 1969. Por lo general se venden en pequeñas cajas transparentes plásticas con una tapa de acción de capirotazo.
El nombre Tic Tac proviene de la onomatopeya producida cuando se abre y cierra la caja que los contiene.